# Ricardo Leoncio Elías

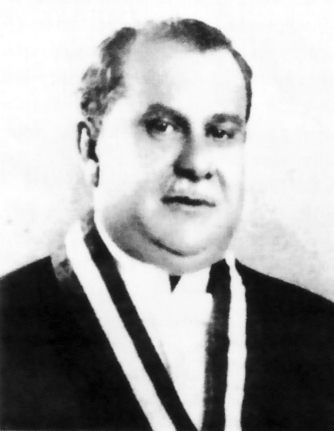
Ricardo Leoncio Elías

Ricardo Leoncio Elías Arias (* 1874; † 1951) war ein peruanischer Jurist und Politiker und im Jahre 1931 einige Tage lang amtierender Präsident des Landes.
Nachdem Luis Miguel Sánchez Cerro die Kontrolle über den Großteil der Peruanischen Streitkräfte verloren hatte, trat er als Präsident zurück. Elías, der dem Obersten Gerichtshof vorstand, wurde am 1. März 1931 als Interimspräsident eingesetzt. Er musste dieses Amt aber bereits am 5. März an den zur Macht drängenden Oberst Gustavo Jiménez abgeben, der sich jedoch ebenfalls nur für eine knappe Woche im Amt halten konnte.
Dem historischen Bericht zufolge verließ Elías während einer Diskussion mit Jiménez entgegen dessen Drängen den Präsidentenpalast in einem Taxi, zusammen mit einer Matratze, welche er Tage zuvor aus seinem Hause in den Palast gebracht hatte.